# Luis Corvalán
Luis Alberto Corvalán Lepe (14. září 1916 Puerto Montt – 21. července 2010 Santiago de Chile) byl chilský politik a generální tajemník Komunistické strany Chile.
V roce 1968 podpořil invazi vojsk Varšavské smlouvy do Československa. Po puči Augusta Pinocheta v roce 1973 byl zatčen a uvězněn. Dne 18. prosince 1976 se západ dohodl se Sovětským svazem na jeho výměně za významného uvězněného ruského disidenta Vladimira Bukovského. Až do návratu demokracie do Chile žil v exilu v Sovětském svazu, do Chile se vrátil v roce 1988. Zemřel v roce 2010 v Santiago de Chile.

## Vztahy s Československem
Dne 11. října 1972 se Corvalán setkal s tehdejším ministrem zahraničí Československa Bohuslavem Chňoupkem, kterého požádal o pomoc při propagaci Komunistické strany Chile v zemi a dodávku 16 mm promítacích přístrojů. Bohuslav Chňoupek mu tehdy veškerou internacionální pomoc přislíbil s tím, že mu situace v zemi připomíná léta 1945 a 1948 v Československu.